# JavaFX Script
JavaFX Script – skryptowy język programowania przeznaczony do tworzenia Rich Internet Application uruchamianych na wirtualnej maszynie Javy. Wchodzi w skład rodziny JavaFX. JavaFX Script ma w założeniu stać się konkurentem dla Adobe Flash i Flex, technologii AJAX oraz Microsoft Silverlight. 
Język JavaFX Script jest dostępny na zasadach Powszechnej Licencji Publicznej GNU. Wcześniejszą nazwą produktu było F3 (Form Follows Function). Język F3 został stworzony przez Chrisa Olivera, który został pracownikiem Sun Microsystems po przejęciu firmy SeeBeyond Technology Corporation we wrześniu 2005. 
Pierwsza prezentacja JavaFX Script miała miejsce na konferencji JavaOne w roku 2007. Kod źródłowy, dokumentację oraz demonstracje działania JavaFX Script można pobrać ze strony internetowej projektu OpenJFX. 
Przykładowy program, wyświetlający okno z napisem "Hello world", może w tym języku mieć postać:
```
Frame {
  title: "Hello World F3"
  width: 200
  content: Label {
     text: "Hello World"
  }
  visible: true
}
```